# Geteuma quadridentata
Geteuma quadridentata là một loài bọ cánh cứng trong họ Cerambycidae.